# Ed Moses
Ne pas confondre avec Edwin Moses, coureur américain de 400 m haies.
Pour les articles homonymes, voir Moses.
Ed Moses (né à Loma Linda en Californie, le 7 juin 1980), est un nageur américain, spécialiste de la brasse.

## Biographie
Ed Moses a nagé pour l'Université de Virginie et a gagné, en 2000, les 100 et 200 m brasse du Championnat NCAA. Il a terminé ses études à l'Université de Virginia en 2004, diplômé de médecine du sport. Il s'est également porté volontaire comme assistant entraîneur à l'Université.

## Palmarès

### Jeux olympiques d'été
- Jeux olympiques d'été de 2000 à Sydney  Australie
  -  médaille d'or du relais 4 × 100 m 4 nages  (temps : 3 min 33 s 73) (Lenny Krayzelburg~Ed Moses~Ian Crocker~Gary Hall Jr.)
  -  médaille d'argent sur 100 m brasse (temps : 1 min 0 s 73)

### Championnats du monde de natation
- Championnats du monde de natation 2001 à Fukuoka  Japon
  -  médaille de bronze sur 100 m brasse (temps : 1 min 0 s 61)

## Records

### Bassin de 50 m
- Record du monde du relais 4 × 100 m 4 nages, le 23 septembre 2000 à Sydney, en 3 min 33 s 73
- Record du monde du 100 m brasse, le 28 mars 2001 à Austin, en 1 min 0 s 29
- Record du monde du 50 m brasse, le 31 mars 2001 à Austin, en 27 s 39

### Bassin de 25 m
- Record du monde du 100 m brasse, le 24 mars 2000 à Minneapolis, en 57 s 66
- Record du monde du 200 m brasse, le 16 janvier 2002 à Paris, en 2 min 4 s 37
- Record du monde du 50 m brasse, le 22 janvier 2002 à Stockholm, en 26 s 28
- Record du monde du 200 m brasse, le 22 janvier 2002 à Stockholm, en 2 min 3 s 28
- Record du monde du 100 m brasse, le 23 janvier 2002 à Stockholm, en 57 s 47
- Record du monde du 200 m brasse, le 26 janvier 2002 à Berlin, en 2 min 3 s 17
- Record du monde du 200 m brasse, le 17 janvier 2004 à Berlin, en 2 min 2 s 92